# Ursula Apel
Ursula Apel, geb. Berbig (* 22. Dezember 1938 in Schwabach), ist eine deutsche Hermann-Hesse-Forscherin.

## Leben
Die Lebensleistung von Ursula Apel besteht im Verfassen eines Nachschlagewerks um das literarische Wirken von Hermann Hesse. Zusammen mit einem Supplement im Jahr 1993 wurden es drei Bände unter dem Titel Hermann Hesse – Personen und Schlüsselfiguren in seinem Leben. Die Bände behandeln etwa 7000 Namen – mit Annotationen – von Kontaktpersonen zu Hermann Hesse und sind eine Fundgrube der Querverweise für alle Hesse-Interessierten. Soweit noch Lücken auftauchen, ergänzt die Autorin laufend ihr Nachschlagewerk.
Ursula Apel ist verheiratet mit Herfried Apel und hat drei Kinder.

## Auszeichnung
Ursula Apel erhielt für ihr Lebenswerk im Jahr 2000 die Hermann-Hesse-Medaille der Stadt Calw. Ihre Archiv-Materialien schenkte sie der Geburtsstadt Hermann Hesses und bereicherte dadurch wesentlich das dortige Archiv.

## Werk
- Hermann Hesse : Personen und Schlüsselfiguren in seinem Leben ; ein alphabetisches annotiertes Namensverzeichnis mit sämtlichen Fundstellen in seinen Werken und Briefen  hrsg. von Ursula Apel, Saur, München / New Providence / London / Paris; ISBN 3-598-10841-9